# Besonders verwaltetes Gebiet der Antarktis

Emblem des Antarktisvertrags

Ein besonders verwaltetes Gebiet der Antarktis (englisch Antarctic Specially Managed Area – ASMA) ist ein geschütztes Gebiet im Geltungsbereich des Antarktisvertrags südlich des 60. südlichen Breitengrades. Anlage V (Schutz und Verwaltung von Gebieten) des Umweltschutzprotokolls zum Antarktisvertrag zufolge kann „jedes Gebiet, einschließlich jedes Meeresgebietes, in dem bereits Tätigkeiten durchgeführt werden können, […] als ein besonders verwaltetes Gebiet der Antarktis bezeichnet werden, damit die Planung und Koordinierung von Tätigkeiten unterstützt, mögliche Konflikte vermieden, die Zusammenarbeit zwischen Vertragsparteien verbessert oder die Umweltauswirkungen auf ein Mindestmaß beschränkt werden können“. Im Gegensatz zu besonders geschützten Gebieten (Antarctic Specially Protected Area – ASPA) dürfen besonders verwaltete Gebiete ohne Genehmigung betreten werden.
Jede Vertragspartei, der Umweltausschuss, der Wissenschaftliche Ausschuss für Antarktis-Forschung und die Kommission zur Erhaltung der lebenden Meeresschätze der Antarktis sind berechtigt, der Konsultativtagung zum Antarktis-Vertrag Gebiete zur Bezeichnung als ASMA durch die Vorlage eines Verwaltungsplans vorzuschlagen. Der Verwaltungsplan soll eine genaue Beschreibung des Gebiets (geographische Koordinaten, Begrenzungen, Zugänge usw.) sowie seiner zu schützenden Werte enthalten. Er soll einen Verhaltenskodex für Aktivitäten im Gebiet festlegen.
Im Jahr 2012 gab es in der Antarktis sieben besonders verwaltete Gebiete.

## Liste der besonders verwalteten Gebiete der Antarktis
| Nr. | Bezeichnung                                       | vorgeschlagen von                                              | Fläche km² | Koordinaten                 |
| --- | ------------------------------------------------- | -------------------------------------------------------------- | ---------- | --------------------------- |
| 1   | Admiralty Bay, King George Island                 | Brasilien, Polen, Ecuador, Peru und USA                        | 409,54     | 62° 1′ 21″ S, 58° 15′ 5″ W  |
| 2   | Antarktische Trockentäler, südliches Victorialand | Neuseeland und USA                                             | 17.945,42  | 77° 0′ 0″ S, 162° 0′ 0″ O   |
| 4   | Deception Island                                  | Argentinien, Chile, Norwegen, Spanien, Großbritannien und USA  | 158,56     | 62° 57′ 0″ S, 60° 38′ 0″ W  |
| 5   | Amundsen-Scott-Südpolstation, Südpol              | USA                                                            | 26.286,03  | 90° 0′ 0″ S                 |
| 6   | Larsemann Hills, Ostantarktika                    | Australien, Volksrepublik China, Indien, Rumänien und Russland | 252,54     | 69° 30′ 0″ S, 76° 19′ 58″ O |
| 7   | südwestliche Anvers-Insel und Palmer-Becken       | USA                                                            | 3.548,53   | 64° 50′ 0″ S, 64° 30′ 0″ W  |

## Frühere besonders verwaltete Gebiete der Antarktis
| Nr. | Bezeichnung                                                    | vorgeschlagen von | Fläche km² | Koordinaten                  | Bemerkung |
| --- | -------------------------------------------------------------- | ----------------- | ---------- | ---------------------------- | --- |
| 3   | Kap Denison, Commonwealth-Bucht, George-V.-Land, Ostantarktika | Australien        | 1,11       | 67° 0′ 31″ S, 142° 40′ 43″ O | Die besondere Verwaltung wurde mit Wirkung vom 5. August 2014 mit Inkrafttreten eines überarbeiteten Managementplans für ASPA-162 aufgehoben. |